# Українські фотохудожники
Українські фотохудожники

## Історія

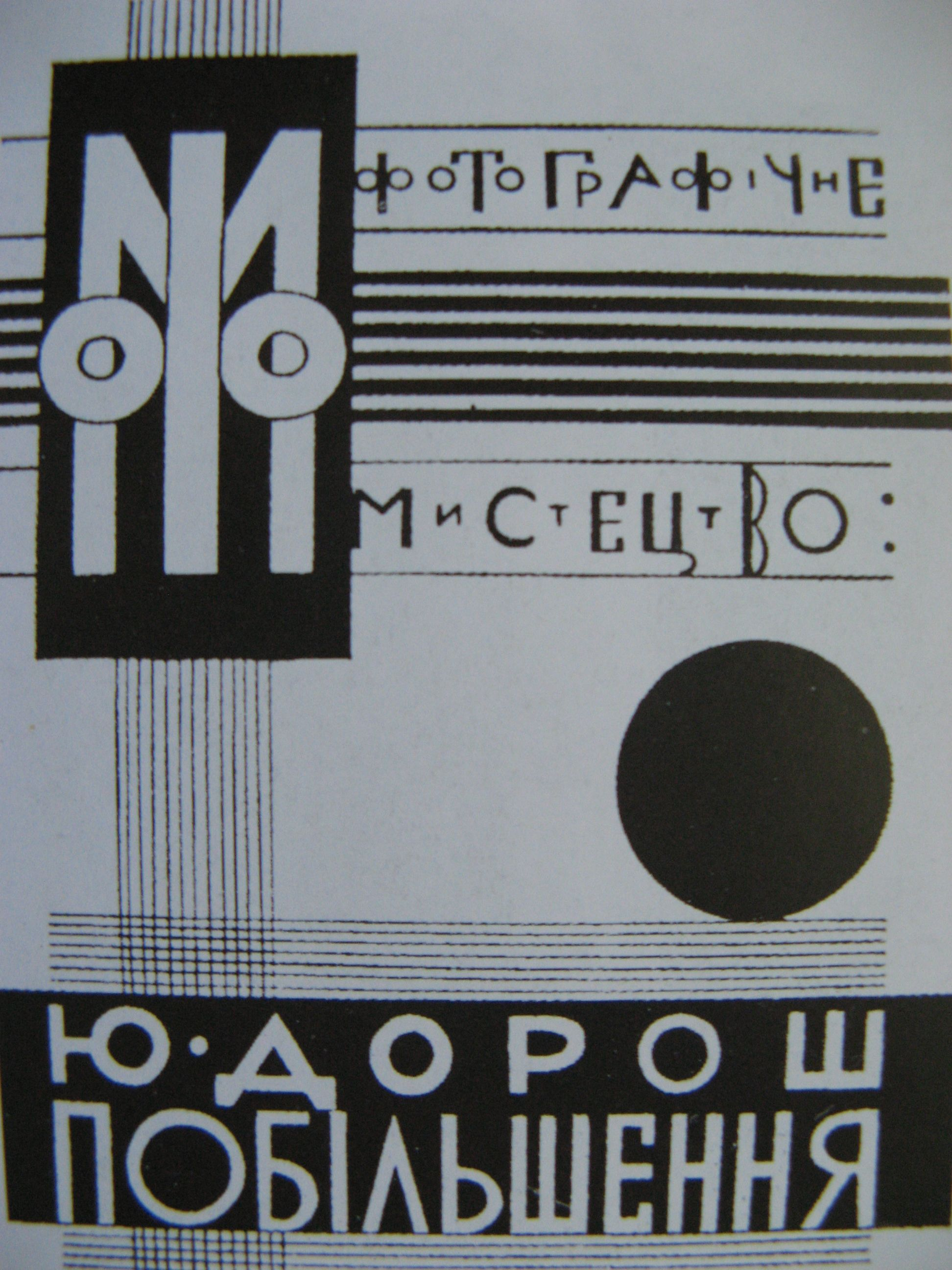
Книга «Побільшення»

Розвиток фотографії в Україні почався ще в кінці ХІХ ст. В 1930-і були створені перші професійні об'єднання художників. Спочатку в західних землях. Серед активних діячів світлопису (фотографії) того часу виділялися:
- Ярослав Савка — пропагандист української фотографії, співорганізатор першого українського фотографічно-мистецького часопису «Світло й тінь». Фотографії Я. Савки відзначались технічною довершенністю, художністю та незвичайними ракурсами[1];
- Юрій Дорош —  український фотограф-художник, піонер української кінематографії в Галичині, етнограф, краєзнавець. Член Українського фотографічного товариства. Автор книг по фотографії «Підручник фотоаматора» та «Побільшення».

Із воєнного і повоєнного періоду слід, зокрема, назвати таких фотохудожників:
- Давидзон Яків Борисович — лауреат  Національної премії України імені Тараса Шевченка (1977);
- Халдей Євген Ананійович (народився в Донецьку) — автор всесвітньо відомих фотографій «Прапор над рейхстагом» і «Регулювальниця» (регулювала рух транспорту у Берліні в травні 1945, поруч з рейхстагом).

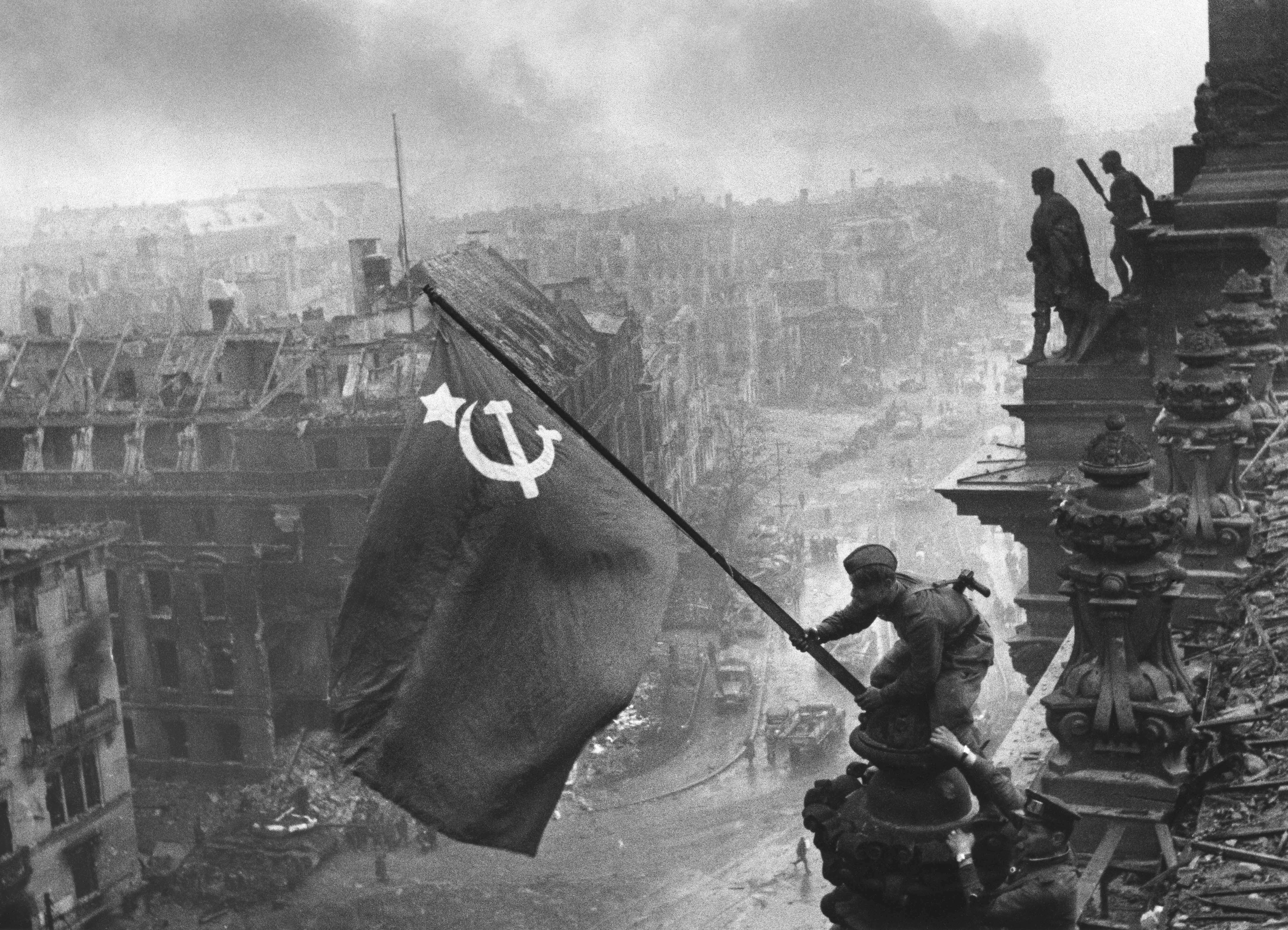
«Прапор Перемоги над Рейхстагом»
Одна з фотографій Євгена Халдея з червоним прапором над рейхстагом. Помилково вважається за встановлення Прапора Перемоги. Насправді зроблена 2 травня 1945.

Протягом останніх десятиліть у суспільному інформаційному просторі відбулося піднесення фотографії і визнання її одним із найактуальніших мистецтв. У цей час на світову художню сцену вийшло нове покоління фотографів, що репрезентували себе як художники, а світлопис — як високе мистецтво.

## Сучасність
Наразі в Україні активно розвивається артнапрямок, комерційна і медійна фотографія. Деякі українські фотографи вже одержали світову популярність.
Ігор Бабій (творчий псевдонім VarrIng) єдиний в Україні запровадив жорстку каталогізацію власної творчості, створивши систему назв колекцій, що фіксує порядковий номер, рік випуску колекції та кількість фотографій у її складі. VarrIng є автором тематичних колекцій фоторобіт: СТРІТ ФОТО №1 (2011—2014), ВОГОНЬ УОСОБЛЕНИЙ (2012), ВСУПЕРЕЧ (2012—2014), ФРАНЦУЗЬКИЙ ШАРМ №1 (2012—2014). З 2014 митець пропагує і проводить навчання в Україні з друку та оформлення фотографії за консерваційним та музейним стандартом. Представляв українську художню фотографію в Культурно-інформаційному центрі при Посольстві України у Франції з персональною виставкою ВОГОНЬ УОСОБЛЕНИЙ (Париж, 2014)  Почесний гість як фотохудожник VarrIng з України на міжнародній артвиставці «Чотири стихії» за участі французьких, бельгійських і канадських художників, що відбулася на Французькій Рив'єрі за підтримки Musée d'Art moderne et d'Art contemporain de Nice Презентував художню фотографію на багатьох мистецьких заходах в Україні, зокрема на Chocolate Seasons (2016, спеціальний гість), Kyiv Photo Week (2017, 2018), фестивалі Кyiv Art Week-2019, першій виставці сучасного мистецтва Renovation в Річковому вокзалі, масштабному міжмузейному проекті «Чумацький шлях»  Згідно з публікацією на італійському спеціалізованому фоторесурсі Istanti Digitali, Ігор Бабій (VarrIng) був визнаний одним з кращих фотохудожників світу.

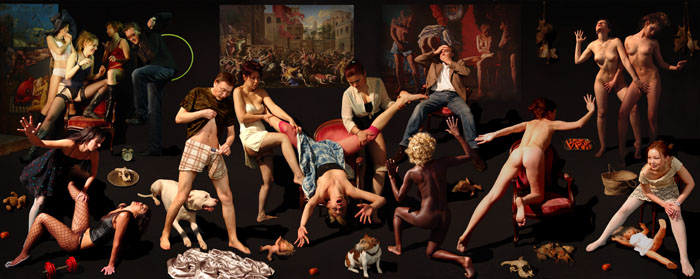
Антон Соломуха: Червоний Капелюшок відвідала Лувр

Українсько-французький фотохудожник Соломуха Антон Павлович , член  Національної академія мистецтв України (закінчив Київський художній інститут — майстерня Галини Яблонської), працює в області наративно-фігуративного живопису. Відомий відкриттям нового жанру в сучасній фотографії — «фото-живопис», у своїх багатофігурних мізансценах об'єднує фотографічне зображення із живописними пошуками.
Михайлов Борис Андрійович — український артфотограф (живе в Берліні й  Харкові), вважається класиком сучасної фотографії. Мистецтво Михайлова має концептуальний та соціально-документальний характер. Його твори документують зміни у побуті та суспільстві, які відбувалися у пізньому СРСР та після його розпаду. Лауреат престижної премії фундації Хассельблада (1994), його альбом «Незакінчена дисертація» увійшов у десятку найкращих фотоальбомів світу (англ. Kraszna-Krausz Book Award).
Помітні також фотохудожники Кирило Горішний, Анатолій Мізерний, Михайло Палінчак, Роман Баран, Степан Назаренко, Олександр Супрун, Голуб Олена, Олександр Чекменьов, Олег Дімов, Валерій Мілосердов, Роман Наумов.

## Професійні об'єднання

### Національна спілка фотохудожників України
В 1989 році була створена Національна спілка фотохудожників України (НСФХУ), яка стала членом  Міжнародної Федерації Фотомистецтва. НСФХУ налічує бульше 700 митців. Про творчі здобутки членів Спілки засвідчують їхні численні нагороди та відзнаки. У престижних вітчизняних та зарубіжних фотоконкурсах вони завоювали понад 3000 різних нагород. Рекордсменом є Заслужений працівник культури України Євген Іванович Комаров (Ялта), що здобув понад 330 міжнародних нагород, серед яких 40 золотих медалей.
Творча діяльність Спілки спрямована на розвиток та популяризацію в світі української фотографії, в тому числі художньої фотографії. З цією метою НСФХУ активно займається організацією та проведенням національних і міжнародних фотоконкурсів, масштабних фотосалонів та виставок, влаштовує навчальні семінари та майстер-класи за участю іменитих фотохудожників, таких як Юрій Косін, Микола Тикланюк та інші.